# Viellenave-de-Navarrenx
 Viellenave-de-Navarrenx  là một xã thuộc tỉnh Pyrénées-Atlantiques trong vùng Nouvelle-Aquitaine miền tây nam nước Pháp.